# Deplazmoliza
Deplazmoliza – proces odwrotny do plazmolizy, polegający na pobieraniu wody przez komórkę przeniesioną z roztworu hipertonicznego i zanurzoną w roztworze hipotonicznym. W wyniku deplazmolizy komórka odzyskuje turgor, a błona komórkowa w komórkach roślinnych, ponownie w pełni przylega do ściany komórkowej.
Deplazmoliza zachodzi tylko jeżeli białka błony komórkowej nie uległy denaturacji, a błona jest nierozerwana, dzięki czemu wciąż cechuje ją półprzepuszczalność.